# هرمان هان
هرمان هان (بالألمانية: Hermann Hahn)‏ هو نحات ألماني، ولد في 28 نوفمبر 1868 في Veilsdorf ‏ في ألمانيا، وتوفي في 18 أغسطس 1945 في بولآخ في ألمانيا.

## وصلات خارجية
- هرمان هان على موقع أوليمبيديا (الإنجليزية)